# زندگی خودکفا

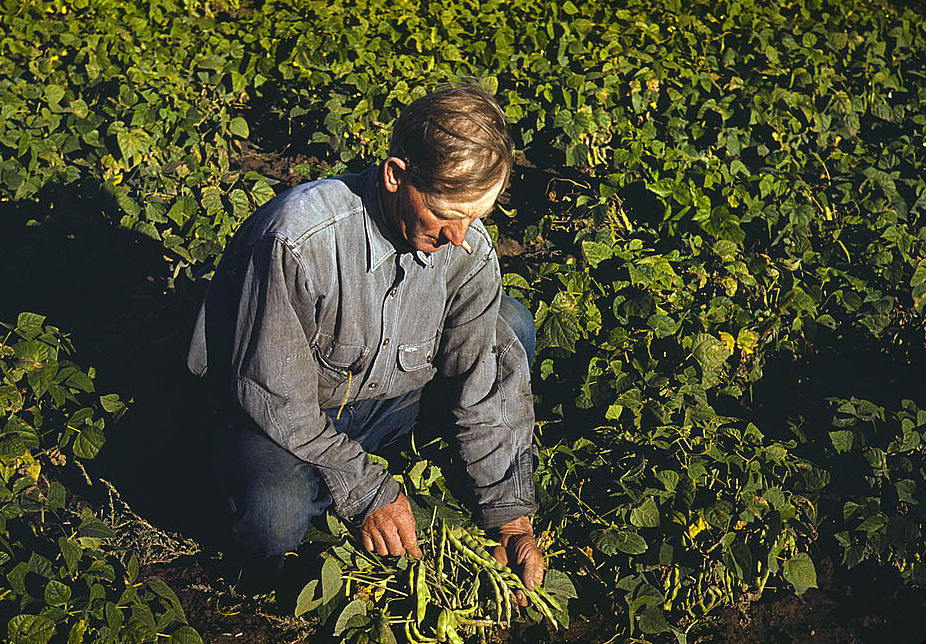
برداشت لوبیا توسط یک کشاورز خودکفا در پای تاون، نیومکزیکو، سال ۱۹۴۰ میلادی.

زندگی خودکَفا (انگلیسی: Homesteading) سبکی از زندگی روستایی است که بر اساس آن فرد یا یک خانوار، از طریق کشاورزی، نگهداری مواد غذایی در خانه، تولید خوراک، پوشاک و بافتنی‌ها در مقیاس کوچک و کارهای صنایع دستی برای استفاده خانگی یا فروش به‌صورتی خودکفا زندگی می‌کند. کاشت سبزیجات و پرورش دام، ترشی انداختن و انجام تعمیرات مختلف جزئی از این گونه از زندگی است. حودکفانشینان امروزی اغلب از انرژی تجدیدپذیر از جمله انرژی خورشیدی و باد استفاده می‌کنند.
خانوارهایی که در مناطق دوردست و دورافتاده کشورهای مهاجرنشین بزرگ مانند ایالات متحده آمریکا، کانادا و استرالیا 
زندگی می‌کنند معمولاً به این سبک از زندگی روی می‌آورند. در آمریکایی شمالی بسیاری از این خانوارها در قدیم بر اساس قوانین اسکان کشاورزان وارد این مناطق دورافتاده شده و با ساخت کشاورزخانه‌ها در این مناطق سکنی گزیدند.